# Dalechampia schottii
Dalechampia schottii är en törelväxtart som beskrevs av Jesse More Greenman. Dalechampia schottii ingår i släktet Dalechampia och familjen törelväxter. Inga underarter finns listade i Catalogue of Life.